# Alhagi maurorum
Alhagi maurorum är en ärtväxtart som beskrevs av Friedrich Casimir Medicus. Alhagi maurorum ingår i släktet Alhagi och familjen ärtväxter. Inga underarter finns listade i Catalogue of Life.

## Bildgalleri

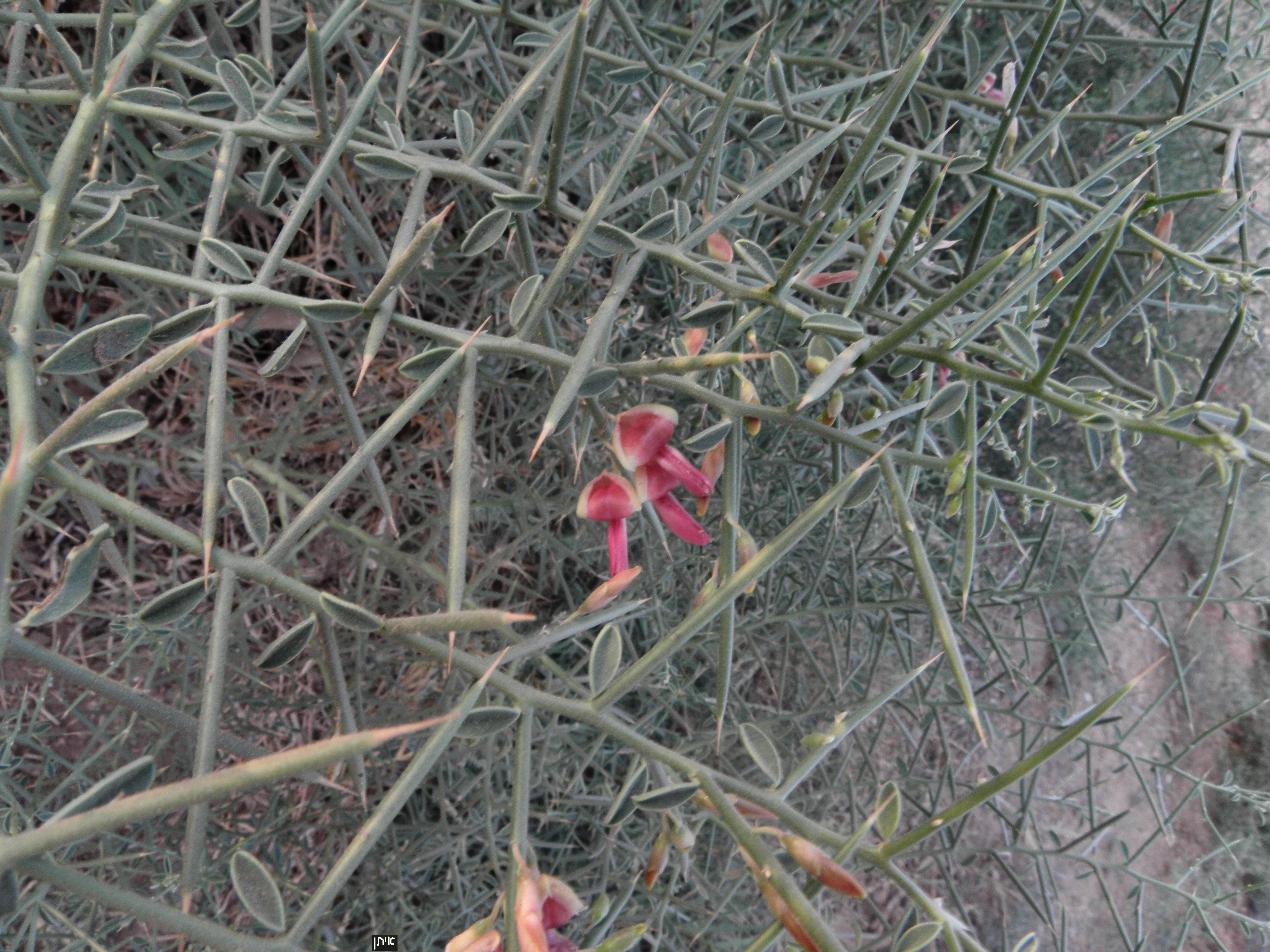
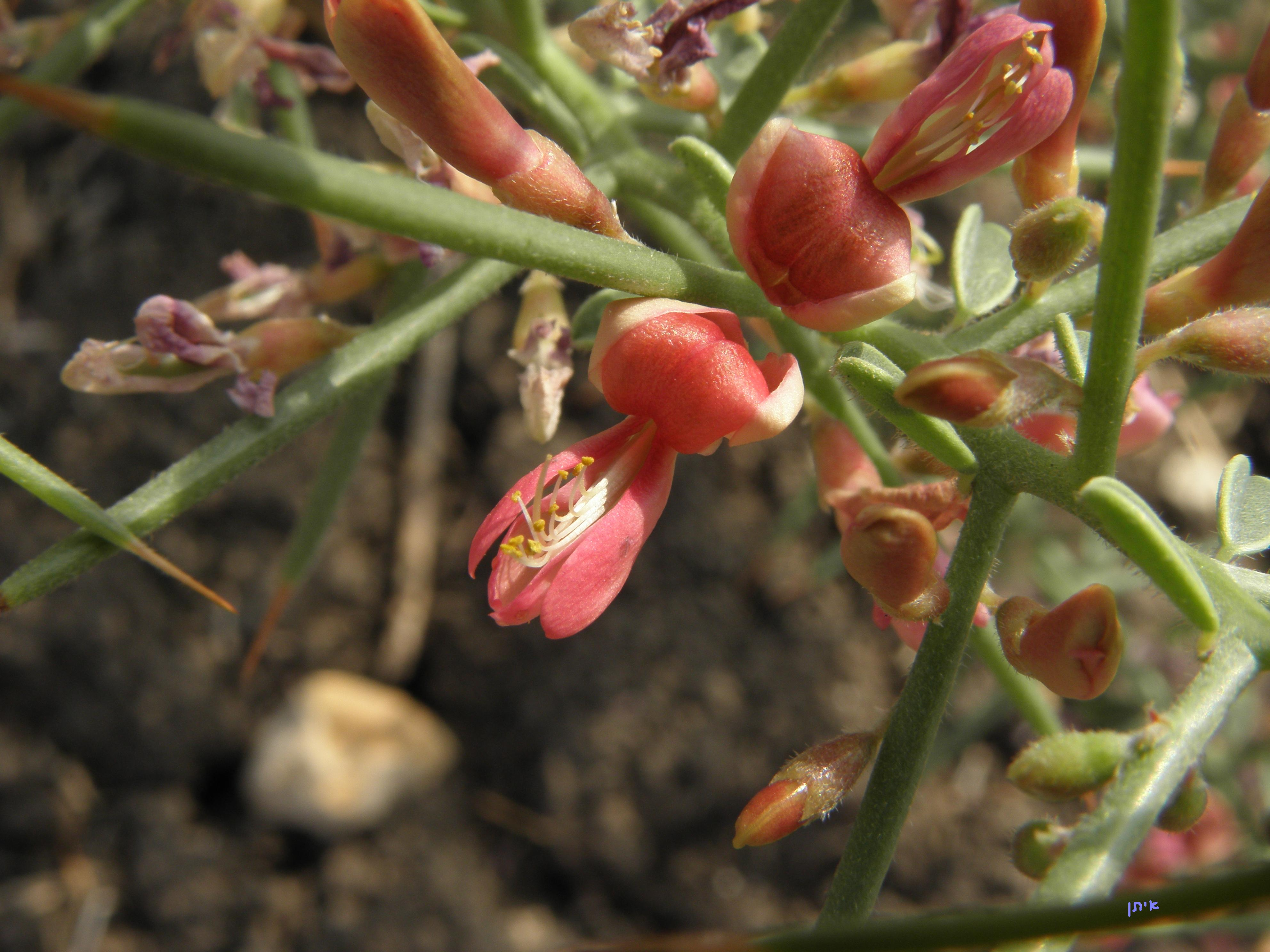
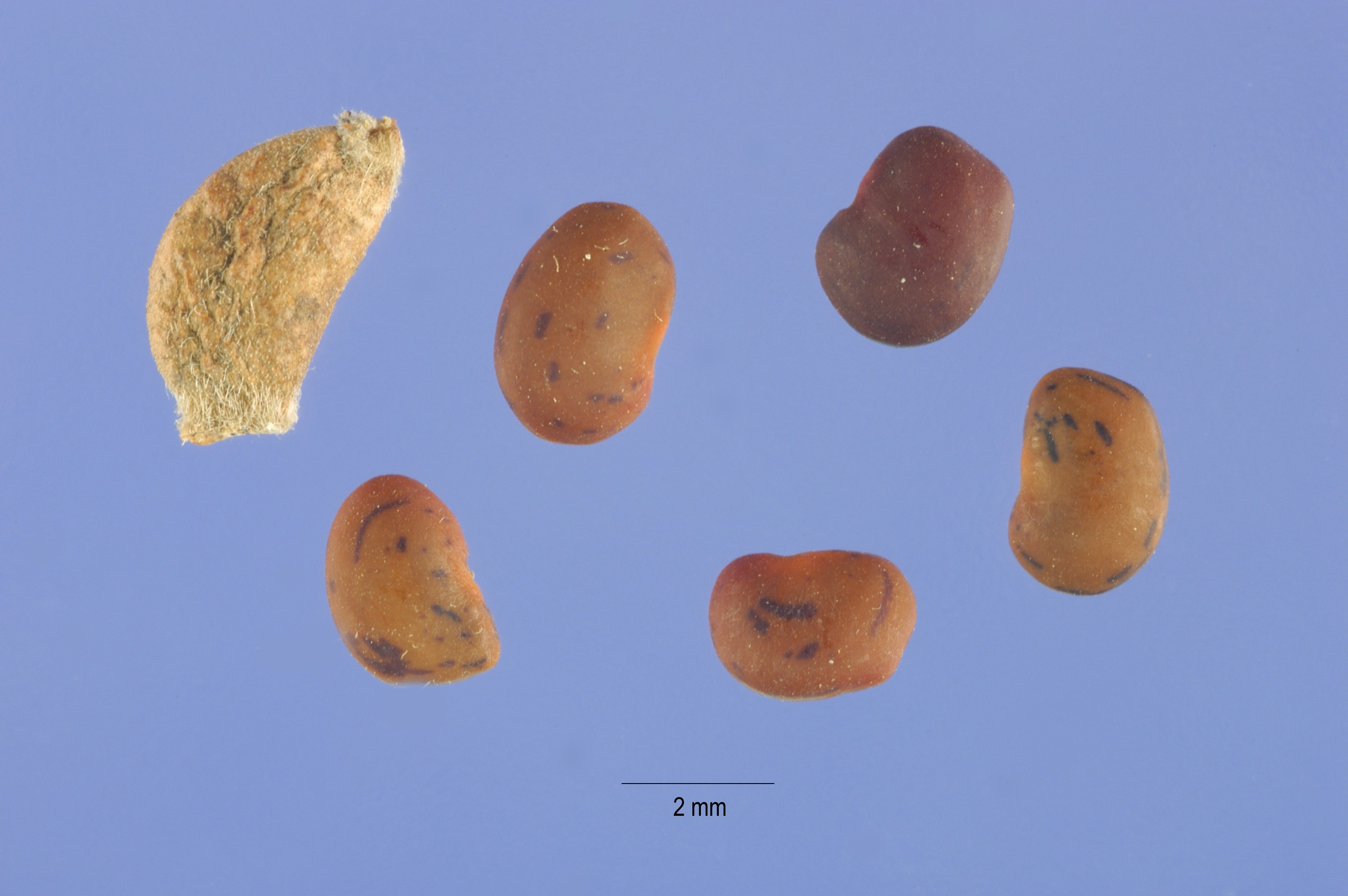
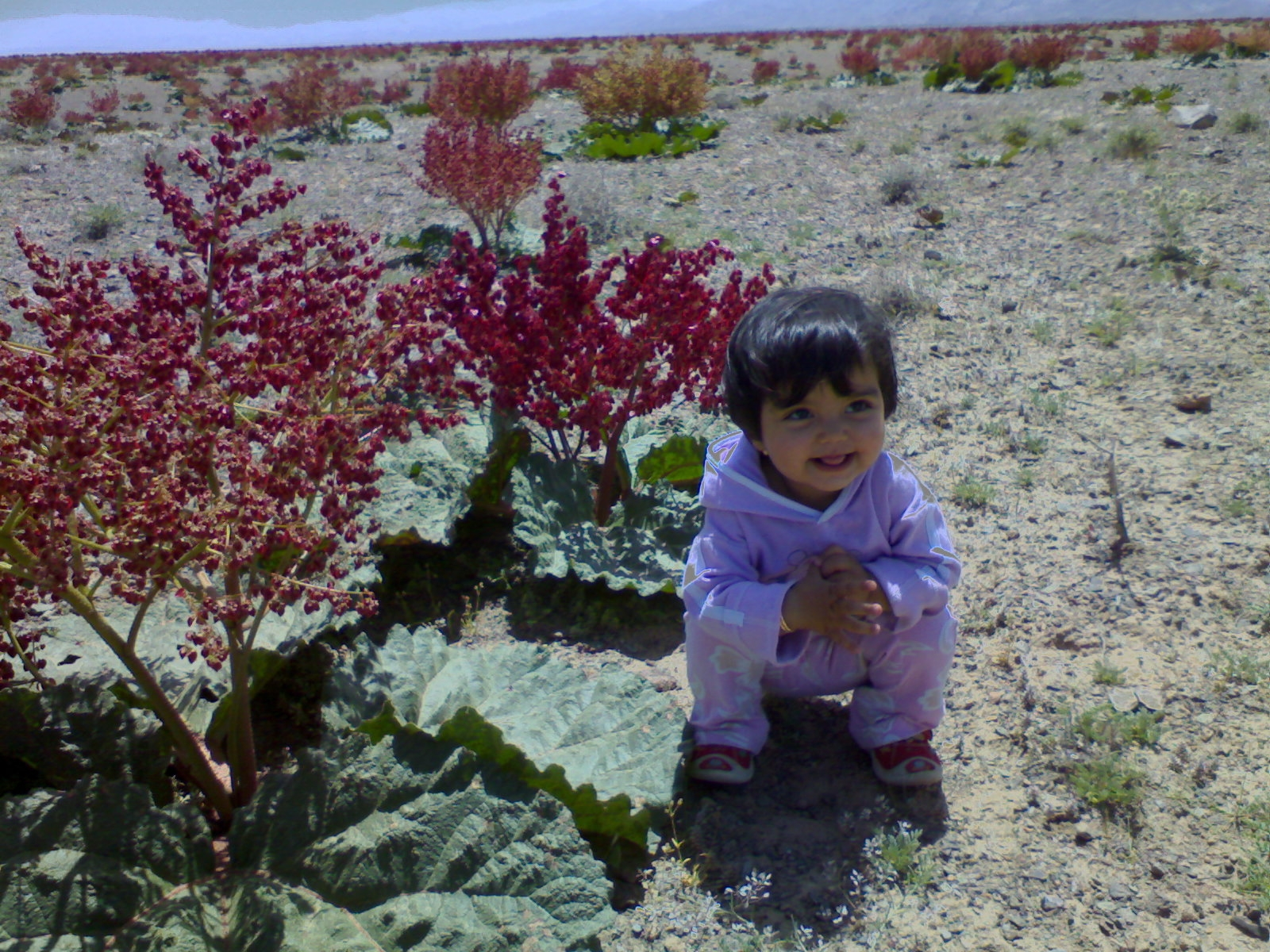
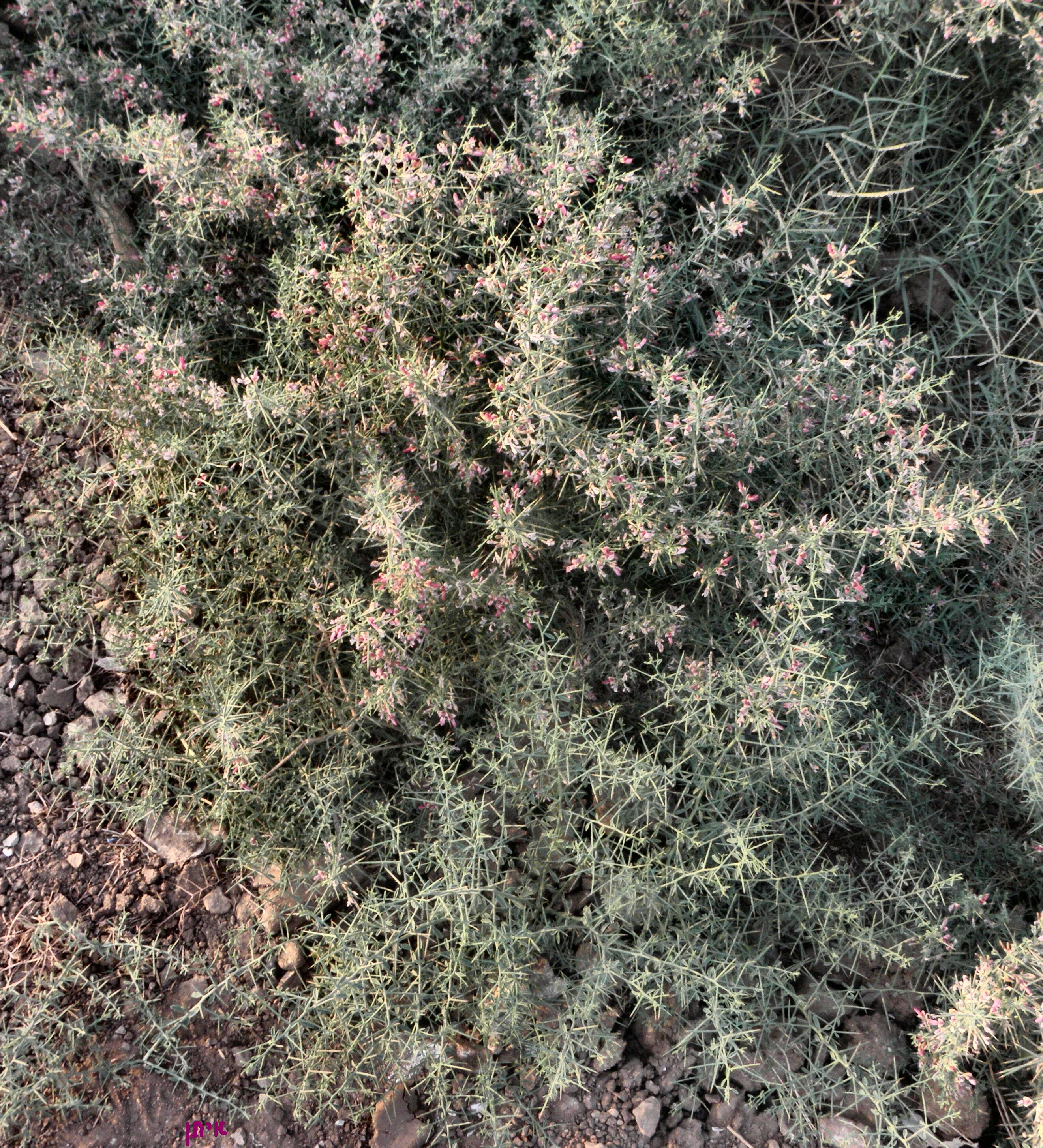